# Bengt Fjällberg
Bengt Fjällberg, né le 15 septembre 1961 à Tärnaby, est un ancien skieur alpin suédois.

## Palmarès

### Jeux olympiques
| Édition / Épreuve | Descente | Slalom géant | Slalom      |
| ----------------- | -------- | ------------ | ----------- |
| JO 1984 Sarajevo  | —        | —            | Disqualifié |

### Championnats du monde
| Épreuve / Édition        | Descente | Slalom géant | Slalom  | Combiné |
| Mondiaux 1982 Schladming | —        | —            | Bronze  | —       |
| Mondiaux 1985 Bormio     | —        | —            | Abandon | —       |

### Coupe du monde
- Meilleur résultat au classement général : 33e en 1981

#### Saison par saison
- Coupe du monde 1981 :
  - Classement général : 33e
- Coupe du monde 1982 :
  - Classement général : 59e
- Coupe du monde 1983 :
  - Classement général : 34e
- Coupe du monde 1984 :
  - Classement général : 50e
- Coupe du monde 1985 :
  - Classement général : 87e
- Coupe du monde 1986 :
  - Classement général : 91e

### Arlberg-Kandahar
- Meilleur résultat : 8e place dans le slalom 1983 à Sankt Anton